# Maharajah
Maharajah este titlul purtat de prinții indieni suverani (până în 1956).
Cuvântul provine din limba sanscrită și este compus din mahānt („mare”) și rājan („conducător”/„rege”).